# Élections cantonales de 1910 en Ille-et-Vilaine
Les élections cantonales françaises de 1910 se sont déroulées les 24 et 30 juillet 1910.

## Assemblée départementale sortante
| Parti                        | Sigle          | Élus |
| ---------------------------- | -------------- | ---- |
| Gauche (24 sièges)           |                |      |
| Républicain de Gauche        | Rép.G          | 14   |
| Radical                      | Rad.           | 7    |
| Progressiste                 | Prog.G         | 3    |
| Droite (19 sièges)           |                |      |
| Conservateur                 | Monar.         | 15   |
| Républicain libéral          | Rép.lib/Rallié | 3    |
| Progressiste                 | Prog.D         | 1    |
| Président du conseil général |                |      |
| René Brice (Progressiste)    |                |      |

## Assemblée départementale élue
| Parti                        | Sigle   | Élus  |
| ---------------------------- | ------- | ----- |
| Gauche (25 sièges)           |         |       |
| Républicain de Gauche        | Rép.G   | 15 ↑1 |
| Radical                      | Rad.    | 7     |
| Progressiste                 | Prog.G  | 3     |
| Droite (18 sièges)           |         |       |
| Conservateur                 | Monar.  | 14 ↓1 |
| Républicain libéral          | Rép.lib | 3     |
| Progressiste                 | Prog.D  | 1     |
| Président du conseil général |         |       |
| René Brice (Progressiste)    |         |       |

## Résultats pour le conseil général

### Arrondissement de Rennes

#### Canton de Rennes-Nord-Ouest
|          | Eugène Pinault * | Progressiste | 1 912 | 53,59 |  |  |
|          | Charles Laurent  | Rad-soc      | 1 619 | 45,38 |  |  |
|          |                  |              |       |       |  |  |
| Inscrits | Inscrits         | Inscrits     | 6 175 |       |  |  |
| Votants  | Votants          | Votants      | 3 589 | 58,12 |  |  |
| Exprimés | Exprimés         | Exprimés     | 3 568 | 99,42 |  |  |

*sortant

#### Canton de Rennes-Sud-Ouest
|          | Jean-Marie Maugère * | Radical  | 2 761 | 93,75 |  |  |
|          |                      |          |       |       |  |  |
| Inscrits | Inscrits             | Inscrits | 5 592 |       |  |  |
| Votants  | Votants              | Votants  | 2 945 | 52,67 |  |  |
| Exprimés | Exprimés             | Exprimés | 2 865 | 97,28 |  |  |

*sortant

#### Canton de Hédé
|          | Jean Allain des Beauvais * | Républicain de gauche | 1 601 | 66,29 |  |  |
|          | Mr Kérambrun               | Républicain de gauche | 736   | 30,48 |  |  |
|          |                            |                       |       |       |  |  |
| Inscrits | Inscrits                   | Inscrits              | 2 903 |       |  |  |
| Votants  | Votants                    | Votants               | 2 475 | 85,26 |  |  |
| Exprimés | Exprimés                   | Exprimés              | 2 415 | 97,58 |  |  |

*sortant

#### Canton de Liffré
Francis Guézille (Républicain de gauche) élu depuis 1900 est mort en 1908.
Jules Delalande (Républicain de gauche) est élu lors de la partielle qui suit.
|          | Jules Delalande * | Républicain de gauche | 2 050 | 95,04 |  |  |
|          |                   |                       |       |       |  |  |
| Inscrits | Inscrits          | Inscrits              | 2 775 |       |  |  |
| Votants  | Votants           | Votants               | 2 157 | 77,73 |  |  |
| Exprimés | Exprimés          | Exprimés              | 2 102 | 97,45 |  |  |

*sortant

#### Canton de Saint-Aubin-d'Aubigné
|          | Émile Beillard * | Républicain de gauche | 3 004 | 94,94 |  |  |
|          |                  |                       |       |       |  |  |
| Inscrits | Inscrits         | Inscrits              | 4 336 |       |  |  |
| Votants  | Votants          | Votants               | 3 164 | 72,97 |  |  |
| Exprimés | Exprimés         | Exprimés              | 3 149 | 99,53 |  |  |

*sortant

### Arrondissement de Saint-Malo

#### Canton de Cancale
Ernest Herclat (Radical) élu depuis 1892 ne se représente pas.
|          | Charles Guernier | Radical (*) | 2 431 | 92,54 |  |  |
|          |                  |             |       |       |  |  |
| Inscrits | Inscrits         | Inscrits    | 4 834 |       |  |  |
| Votants  | Votants          | Votants     | 2 627 | 54,34 |  |  |
| Exprimés | Exprimés         | Exprimés    | 2 516 | 95,78 |  |  |

*sortant

#### Canton de Combourg
Louis Gérard (Républicain de gauche) élu depuis 1903 ne se représente pas.
|          | Jules Corvaisier | Républicain de gauche (*) | 1 842 | 54,97 |  |  |
|          | Louis Villalon   | Progressiste              | 1 477 | 44,08 |  |  |
|          |                  |                           |       |       |  |  |
| Inscrits | Inscrits         | Inscrits                  | 4 509 |       |  |  |
| Votants  | Votants          | Votants                   | 3 379 | 74,94 |  |  |
| Exprimés | Exprimés         | Exprimés                  | 3 351 | 99,17 |  |  |

*sortant

#### Canton de Pleine-Fougères
François Brune (Républicain de gauche) élu depuis 1871 est mort en 1907.
Pierre Ménard (Radical) est élu lors de la partielle qui suit.
Il ne se représente pas en 1910.
|          | Francis Éon     | Radical  | 1 802 | 85,65 |  |  |
|          | Pierre Ménard * | Radical  | 302   | 13,17 |  |  |
|          |                 |          |       |       |  |  |
| Inscrits | Inscrits        | Inscrits | 4 071 |       |  |  |
| Votants  | Votants         | Votants  | 2 454 | 60,28 |  |  |
| Exprimés | Exprimés        | Exprimés | 2 294 | 93,48 |  |  |

*sortant

#### Canton de Saint-Servan
|          | Léonce Demalvilain (fils) * | Progressiste | 1 848 | 93,95 |  |  |
|          |                             |              |       |       |  |  |
| Inscrits | Inscrits                    | Inscrits     | 3 679 |       |  |  |
| Votants  | Votants                     | Votants      | 1 967 | 53,47 |  |  |
| Exprimés | Exprimés                    | Exprimés     | 1 861 | 94,61 |  |  |

*sortant

### Arrondissement de Fougères

#### Canton de Fougères-Sud
|          | Jean Bouëssel du Bourg * | Rallié                | 2 241 | 65,82 |  |  |
|          | Hippolyte Guilmin        | Républicain de gauche | 1 144 | 33,60 |  |  |
|          |                          |                       |       |       |  |  |
| Inscrits | Inscrits                 | Inscrits              | 4 381 |       |  |  |
| Votants  | Votants                  | Votants               | 3 412 | 65,42 |  |  |
| Exprimés | Exprimés                 | Exprimés              | 3 405 | 99,80 |  |  |

*sortant

#### Canton de Louvigné-du-Désert
Émile Deshayes n'est pas candidat.
|          | Ferdinand Baston de La Riboisière * | Rallié   | 2 216 | 86,63 |  |  |
|          | Émile Deshayes                      |          | 120   | 4,69  |  |  |
|          |                                     |          |       |       |  |  |
| Inscrits | Inscrits                            | Inscrits | 3 258 |       |  |  |
| Votants  | Votants                             | Votants  | 2 558 | 78,51 |  |  |
| Exprimés | Exprimés                            | Exprimés | 2 336 | 91,32 |  |  |

*sortant

#### Canton de Saint-Brice-en-Coglès
Jean-Marie Dauguet (Républicain de gauche) élu depuis 1901 est mort en fin d'année 1909.
Joseph Bucheron (Républicain de gauche) est élu lors de la partielle du 30 janvier 1910.
|          | Joseph Bucheron * | Républicain de gauche | 2 615 | 86,73 |  |  |
|          |                   |                       |       |       |  |  |
| Inscrits | Inscrits          | Inscrits              | 4 006 |       |  |  |
| Votants  | Votants           | Votants               | 3 015 | 75,26 |  |  |
| Exprimés | Exprimés          | Exprimés              | 2 807 | 93,10 |  |  |

*sortant

### Arrondissement de Vitré

#### Canton de Vitré-Ouest
|          | Jacques Le Cardinal de Kernier * | Conservateur | 2 107 | 83,88 |  |  |
|          |                                  |              |       |       |  |  |
| Inscrits | Inscrits                         | Inscrits     | 3 297 |       |  |  |
| Votants  | Votants                          | Votants      | 2 512 | 76,19 |  |  |
| Exprimés | Exprimés                         | Exprimés     | 2 186 | 87,02 |  |  |

*sortant

#### Canton de Chateaubourg
|          | Hippolyte Rubin de la Grimaudière * | Conservateur | 1 237 | 81,28 |  |  |
|          |                                     |              |       |       |  |  |
| Inscrits | Inscrits                            | Inscrits     | 1 872 |       |  |  |
| Votants  | Votants                             | Votants      | 1 522 | 81,30 |  |  |
| Exprimés | Exprimés                            | Exprimés     | 1 340 | 88,04 |  |  |

*sortant

#### Canton de Retiers
|          | Alphonse Richard * | Républicain de gauche | 2 651 | 87,78 |  |  |
|          |                    |                       |       |       |  |  |
| Inscrits | Inscrits           | Inscrits              | 4 351 |       |  |  |
| Votants  | Votants            | Votants               | 3 020 | 69,41 |  |  |
| Exprimés | Exprimés           | Exprimés              | 2 706 | 89,60 |  |  |

*sortant

### Arrondissement de Redon

#### Canton de Bain-de-Bretagne
Henri Guérin (Républicain de gauche) élu depuis 1886 ne se représente pas.
|          | Jacques Thélohan * | Républicain de gauche | 2 282 | 53,57 |  |  |
|          | Paul Michelez      | Rallié                | 1 957 | 45,94 |  |  |
|          |                    |                       |       |       |  |  |
| Inscrits | Inscrits           | Inscrits              | 5 095 |       |  |  |
| Votants  | Votants            | Votants               | 4 289 | 84,18 |  |  |
| Exprimés | Exprimés           | Exprimés              | 4 260 | 99,32 |  |  |

*sortant

#### Canton de Grand-Fougeray
Jean-Marie Chupin (Conservateur) élu depuis 1895 ne se représente pas.
Charles Chupin est son fils.
|          | Charles Chupin     | Conservateur (*) | 1 052 | 53,98 |  |  |
|          | Alexandre Guilbert | Progressiste     | 897   | 46,02 |  |  |
|          |                    |                  |       |       |  |  |
| Inscrits | Inscrits           | Inscrits         | 2 306 |       |  |  |
| Votants  | Votants            | Votants          | 1 971 | 85,47 |  |  |
| Exprimés | Exprimés           | Exprimés         | 1 949 | 98,88 |  |  |

*sortant

#### Canton de Pipriac
Il y a beaucoup de bulletin (nuls) pré-imprimés "Vive la République".
|          | Armand de Chantérac * | Conservateur | 2 716 | 86,30 |  |  |
|          |                       |              |       |       |  |  |
| Inscrits | Inscrits              | Inscrits     | 4 525 |       |  |  |
| Votants  | Votants               | Votants      | 3 147 | 69,55 |  |  |
| Exprimés | Exprimés              | Exprimés     | 2 716 | 86,30 |  |  |

*sortant

#### Canton du Sel-de-Bretagne
René Brice est Président du conseil général depuis 1897.
|          | René Brice * | Progressiste | 1 409 | 98,19  |  |  |
|          |              |              |       |        |  |  |
| Inscrits | Inscrits     | Inscrits     | 1 802 |        |  |  |
| Votants  | Votants      | Votants      | 1 435 | 79,63  |  |  |
| Exprimés | Exprimés     | Exprimés     | 1 435 | 100,00 |  |  |

*sortant

### Arrondissement de Montfort

#### Canton de Bécherel
|          | Pierre Lemoine       | Républicain de gauche | 1 370 | 55,67 |  |  |
|          | Alain de la Forest * | Conservateur          | 1 090 | 44,29 |  |  |
|          |                      |                       |       |       |  |  |
| Inscrits | Inscrits             | Inscrits              | 2 848 |       |  |  |
| Votants  | Votants              | Votants               | 2 484 | 87,22 |  |  |
| Exprimés | Exprimés             | Exprimés              | 2 461 | 99,07 |  |  |

*sortant

#### Canton de Plélan-le-Grand
Paul Cochet et Théophile Fleury ne sont pas candidat.
|          | Edmond Rawle *   | Conservateur          | 2 325 | 87,60 |  |  |
|          | Paul Cochet      | Républicain de gauche | 93    | 3,50  |  |  |
|          | Théophile Fleury | Républicain de gauche | 56    | 2,11  |  |  |
|          |                  |                       |       |       |  |  |
| Inscrits | Inscrits         | Inscrits              | 3 887 |       |  |  |
| Votants  | Votants          | Votants               | 2 654 | 68,28 |  |  |
| Exprimés | Exprimés         | Exprimés              | 2 554 | 96,23 |  |  |

*sortant

## Résultats pour les conseils d'arrondissements

### Arrondissement de Rennes

#### Canton de Rennes-Nord-Est
- Conseiller sortant : Léon Lejeune (Action libérale), élu depuis 1904.

| Candidats | Candidats         | Étiquette       | Premier tour | Premier tour | Ballotage | Ballotage |  |
| Candidats | Candidats         | Étiquette       | Voix         | %            | Voix      | %         |  |
| --------- | ----------------- | --------------- | ------------ | ------------ | --------- | --------- |  |
|           | Léon Lejeune *    | Action libérale | 1 882        | 49,33        | 1 823     | 47,55     |  |
|           | Charles Langelier | Radical         | 1 858        | 48,70        | 2 009     | 52,40     |  |
|           |                   |                 |              |              |           |           |  |
| Inscrits  | Inscrits          | Inscrits        | 6 708        |              | 6 708     |           |  |
| Votants   | Votants           | Votants         | 3 870        | 57,69        | 3 872     | 57,72     |  |
| Exprimés  | Exprimés          | Exprimés        | 3 815        | 98,58        | 3 834     | 99,02     |  |

*sortant

#### Canton de Rennes-Sud-Est
- Conseiller sortant : Jules Coutance (Action libérale), élu depuis 1904 ne se représente pas.

|          | Théophile Fouéré | Radical         | 1 763 | 59,12 |  |  |  |
|          | Jules Rué        | Action libérale | 1 132 | 37,96 |  |  |  |
|          |                  |                 |       |       |  |  |  |
| Inscrits | Inscrits         | Inscrits        | 6 554 |       |  |  |  |
| Votants  | Votants          | Votants         | 3 030 | 46,23 |  |  |  |
| Exprimés | Exprimés         | Exprimés        | 2 982 | 98,42 |  |  |  |

*sortant

#### Canton de Châteaugiron
- Conseiller sortant : Félix Ravalet (Républicain de gauche), élu depuis 1909.

- Pierre Marchand, élu depuis 1904 démissionne le 25 mai 1909. Lors de la partielle du 11 juillet Félix Ravalet (Républicain de gauche) est élu.

|          | Félix Ravalet *  | Républicain de gauche | 1 076 | 56,99 |  |  |  |
|          | Aristide Coureau |                       | 74    | 4,22  |  |  |  |
|          |                  |                       |       |       |  |  |  |
| Inscrits | Inscrits         | Inscrits              | 2 434 |       |  |  |  |
| Votants  | Votants          | Votants               | 1 784 | 73,30 |  |  |  |
| Exprimés | Exprimés         | Exprimés              | 1 755 | 98,38 |  |  |  |

*sortant

#### Canton de Janzé
- Conseiller sortant : Julien Boursier (Action libérale), élu depuis 1907.

- Désiré Arondel (Conservateur) élu depuis 1875 est décédé le 9 octobre 1906. Lors de la partielle du 4 novembre André de Villoutreys (Action libérale) est élu.

- André de Villoutreys (Action libérale) est élu conseiller général en juillet 1907. Le 29 septembre lors de la partielle Julien Boursier (Action libérale) est élu.

|          | Julien Boursier * | Action libérale | 1 846 | 88,33 |  |  |  |
|          |                   |                 |       |       |  |  |  |
| Inscrits | Inscrits          | Inscrits        | 3 248 |       |  |  |  |
| Votants  | Votants           | Votants         | 2 090 | 64,35 |  |  |  |
| Exprimés | Exprimés          | Exprimés        | 1 995 | 95,46 |  |  |  |

*sortant

#### Canton de Mordelles
- Conseiller sortant : Albert de Freslon (Conservateur), élu depuis 1884 ne se représente pas.

- Pierre de Freslon est son cousin.

|          | Pierre de Freslon * | Conservateur | 1 261 | 94,67 |  |  |  |
|          |                     |              |       |       |  |  |  |
| Inscrits | Inscrits            | Inscrits     | 1 908 |       |  |  |  |
| Votants  | Votants             | Votants      | 1 332 | 69,81 |  |  |  |
| Exprimés | Exprimés            | Exprimés     | 1 266 | 95,05 |  |  |  |

*sortant

### Arrondissement de Saint-Malo

#### Canton de Saint-Malo
- Conseiller sortant : Louis Miriel (Progressiste), élu depuis 1892.

|          | Louis Miriel * | Progressiste de gauche | 1 264 | 83,27 |  |  |  |
|          | Jean Batas     |                        | 59    | 3,82  |  |  |  |
|          |                |                        |       |       |  |  |  |
| Inscrits | Inscrits       | Inscrits               | 4 219 |       |  |  |  |
| Votants  | Votants        | Votants                | 1 548 | 36,69 |  |  |  |
| Exprimés | Exprimés       | Exprimés               | 1 543 | 99,68 |  |  |  |

*sortant

#### Canton de Châteauneuf-d'Ille-et-Vilaine
- Conseiller sortant : Robert Surcouf (Radical), élu depuis 1904 ne se représente pas.

|          | Jean-Marie Fougeray | Radical  | 1 504 | 83,51 |  |  |  |
|          |                     |          |       |       |  |  |  |
| Inscrits | Inscrits            | Inscrits | 3 074 |       |  |  |  |
| Votants  | Votants             | Votants  | 1 801 | 58,59 |  |  |  |
| Exprimés | Exprimés            | Exprimés | 1 655 | 91,89 |  |  |  |

*sortant

#### Canton de Dinard-Saint-Énogat
- Conseiller sortant : Joseph Brugaro (Républicain de gauche), élu depuis 1904.

|          | Joseph Brugaro * | Républicain de gauche | 1 636 | 93,81 |  |  |  |
|          |                  |                       |       |       |  |  |  |
| Inscrits | Inscrits         | Inscrits              | 4 147 |       |  |  |  |
| Votants  | Votants          | Votants               | 1 744 | 42,06 |  |  |  |
| Exprimés | Exprimés         | Exprimés              | 1 643 | 94,21 |  |  |  |

*sortant

#### Canton de Dol-de-Bretagne
- Conseiller sortant : Louis Lemarié (Action libérale), élu depuis 1904.

|          | Alphonse Gasnier-Duparc | Radical         | 2 078 | 65,08 |  |  |  |
|          | Louis Lemarié *         | Action libérale | 1 105 | 34,61 |  |  |  |
|          |                         |                 |       |       |  |  |  |
| Inscrits | Inscrits                | Inscrits        | 4 338 |       |  |  |  |
| Votants  | Votants                 | Votants         | 3 216 | 74,14 |  |  |  |
| Exprimés | Exprimés                | Exprimés        | 3 193 | 99,29 |  |  |  |

*sortant

#### Canton de Tinténiac
- Conseiller sortant : Ange Bodin (Républicain de gauche), élu depuis 1907 ne se représente pas.

- Joseph Durand (Républicain de gauche) élu depuis 1901, est élu conseiller général en juillet 1907 et démissionne. Ange Bodin (Républicain de gauche) est élu lors de la partielle du 29 deptembre.

| Candidats | Candidats        | Étiquette             | Premier tour | Premier tour | Ballotage | Ballotage |  |
| Candidats | Candidats        | Étiquette             | Voix         | %            | Voix      | %         |  |
| --------- | ---------------- | --------------------- | ------------ | ------------ | --------- | --------- |  |
|           | Arthur Gicquiaux | Républicain de gauche | 1 036        | 49,22        | 815       | 33,39     |  |
|           | François Phily   | Radical               | 1 012        | 48,08        | 800       | 32,77     |  |
|           | Joseph Robert    | Action libérale       | -            | -            | 813       | 33,31     |  |
|           |                  |                       |              |              |           |           |  |
| Inscrits  | Inscrits         | Inscrits              | 3 037        |              | 3 036     |           |  |
| Votants   | Votants          | Votants               | 2 252        | 74,15        | 2 474     | 81,49     |  |
| Exprimés  | Exprimés         | Exprimés              | 2 105        | 93,47        | 2 441     | 98,67     |  |

*sortant

### Arrondissement de Fougères
- Il doit y avoir au moins neuf conseillers par arrondissement, celui de Fougères ne comptant que six cantons, trois sièges sont ajoutés aux cantons les plus peuplés.

#### Canton de Fougères-Nord
- Conseillers sortants : Arthur Lecler (Conservateur), élu depuis 1871 et Léon Frotin de Bagneux (Conservateur), élu depuis 1901 ne se representent pas.

|          | Henri Le Bouteiller | Conservateur          | 2 509 | 57,97 |  |  |  |
|          | Émile Pautrel       | Conservateur          | 2 392 | 55,27 |  |  |  |
|          |                     |                       |       |       |  |  |  |
|          | Marie Bouffort      | Républicain de gauche | 1 729 | 39,95 |  |  |  |
|          | Gabriel Gouët       | Républicain de gauche | 1 661 | 38,38 |  |  |  |
|          |                     |                       |       |       |  |  |  |
| Inscrits | Inscrits            | Inscrits              | 6 111 |       |  |  |  |
| Votants  | Votants             | Votants               | 4 402 | 72,03 |  |  |  |
| Exprimés | Exprimés            | Exprimés              | 4 328 | 98,32 |  |  |  |

*sortant

#### Canton d'Antrain
- Conseillers sortants : Pierre Trémoureux (Républicain de gauche) élu depuis 1904 et Fernand Selbert (Républicain de gauche), élu depuis 1908.

- Pierre Lahogue (Républicain de gauche) élu depuis 1896 rend son mandat en debut 1908. Lors de la partielle du 26 avril 1908, Fernand Selbert (Républicain de gauche) est élu.

|          | Pierre Trémoureux * | Républicain de gauche | 2 648 | 86,28 |  |  |  |
|          | Fernand Selbert *   | Républicain de gauche | 2 472 | 80,55 |  |  |  |
|          |                     |                       |       |       |  |  |  |
| Inscrits | Inscrits            | Inscrits              | 4 253 |       |  |  |  |
| Votants  | Votants             | Votants               | 3 069 | 72,16 |  |  |  |
| Exprimés | Exprimés            | Exprimés              | 2 882 | 93,91 |  |  |  |

*sortant

#### Canton de Saint-Aubin-du-Cormier
- Conseiller sortant : François-Paul Cron (Républicain de gauche), élu depuis 1899, ne se représente pas.

|          | Adolphe Divel | Républicain de gauche | 1 777 | 90,71 |  |  |  |
|          |               |                       |       |       |  |  |  |
| Inscrits | Inscrits      | Inscrits              | 2 732 |       |  |  |  |
| Votants  | Votants       | Votants               | 1 959 | 71,71 |  |  |  |
| Exprimés | Exprimés      | Exprimés              | 1 826 | 93,21 |  |  |  |

*sortant

### Arrondissement de Vitré
- Il doit y avoir au moins neuf conseillers par arrondissement, celui de Vitré ne comptant que six cantons, trois sièges sont ajoutés aux cantons les plus peuplés.

#### Canton de Vitré-Est
- Conseillers sortants : Charles Rupin (Conservateur), élu depuis 1899 et Ambroise Gougeon de la Thibaudière (Conservateur), élu depuis 1904 qui ne se représente pas.

|          | Mr Le Templier  | Conservateur          | 2 062 | 67,94 |  |  |  |
|          | Charles Rupin * | Conservateur          | 1 967 | 64,81 |  |  |  |
|          |                 |                       |       |       |  |  |  |
|          | Auguste Duguet  | Républicain de gauche | 987   | 32,52 |  |  |  |
|          | Paul Mérel      | Républicain de gauche | 878   | 29,59 |  |  |  |
|          |                 |                       |       |       |  |  |  |
| Inscrits | Inscrits        | Inscrits              | 3 687 |       |  |  |  |
| Votants  | Votants         | Votants               | 3 055 | 82,86 |  |  |  |
| Exprimés | Exprimés        | Exprimés              | 3 035 | 99,35 |  |  |  |

*sortant

#### Canton d'Argentré-du-Plessis
- Conseiller sortant : Alphonse Lambron (Conservateur), élu depuis 1891.

|          | Alphonse Lambron * | Conservateur | 2 504 | 96,42 |  |  |  |
|          |                    |              |       |       |  |  |  |
| Inscrits | Inscrits           | Inscrits     | 3 218 |       |  |  |  |
| Votants  | Votants            | Votants      | 2 597 | 80,70 |  |  |  |
| Exprimés | Exprimés           | Exprimés     | 2 504 | 96,42 |  |  |  |

*sortant

#### Canton de la Guerche-de-Bretagne
- Conseillers sortants : Émile Hévin (Action libérale), élu depuis 1874 et François Heinry (Conservateur), élu depuis 1881.

|          | Émile Hévin *     | Action libérale | 2 431 | 87,86 |  |  |  |
|          | François Heinry * | Conservateur    | 2 392 | 84,45 |  |  |  |
|          |                   |                 |       |       |  |  |  |
| Inscrits | Inscrits          | Inscrits        | 3 786 |       |  |  |  |
| Votants  | Votants           | Votants         | 2 767 | 73,09 |  |  |  |
| Exprimés | Exprimés          | Exprimés        | 2 604 | 94,11 |  |  |  |

*sortant

### Arrondissement de Redon
- Il doit y avoir au moins neuf conseillers par arrondissement, celui de Redon ne comptant que sept cantons, deux sièges sont ajoutés à chacun des cantons les plus peuplés.

#### Canton de Redon
- Conseillers sortants : Jean Garnier (Conservateur) et François Lagrée (Conservateur) qui ne se représente pas, élus depuis 1886.

|          | Jean Garnier *   | Conservateur | 2 395 | 87,70 |  |  |  |
|          | Roger de Freslon | Conservateur | 2 375 | 86,97 |  |  |  |
|          |                  |              |       |       |  |  |  |
| Inscrits | Inscrits         | Inscrits     | 5 040 |       |  |  |  |
| Votants  | Votants          | Votants      | 2 731 | 54,19 |  |  |  |
| Exprimés | Exprimés         | Exprimés     | 2 533 | 92,75 |  |  |  |

*sortant

#### Canton de Guichen
- Conseiller sortant : Jean-Marie Pigeard (Républicain de gauche), élu depuis 1901.

| Candidats | Candidats                   | Étiquette             | Premier tour | Premier tour | Ballotage | Ballotage |  |
| Candidats | Candidats                   | Étiquette             | Voix         | %            | Voix      | %         |  |
| --------- | --------------------------- | --------------------- | ------------ | ------------ | --------- | --------- |  |
|           | Maurice Huchet de Quénétain | Conservateur          | 1 577        | 49,95        | 1 769     | 52,84     |  |
|           | Jean-Marie Pigeard *        | Républicain de gauche | 1 573        | 49,83        | 1 579     | 47,16     |  |
|           |                             |                       |              |              |           |           |  |
| Inscrits  | Inscrits                    | Inscrits              | 4 208        |              | 4 208     |           |  |
| Votants   | Votants                     | Votants               | 3 216        | 76,43        | 3 382     | 80,37     |  |
| Exprimés  | Exprimés                    | Exprimés              | 3 157        | 98,17        | 3 348     | 99,00     |  |

*sortant

#### Canton de Maure-de-Bretagne
- Conseiller sortant : René Jehannot de Penquer (Conservateur), élu depuis 1900.

|          | René Jehannot de Penquer * | Conservateur    | 1 064 | 52,44 |  |  |  |
|          | Victor Chesnel             | Action libérale | 936   | 46,13 |  |  |  |
|          |                            |                 |       |       |  |  |  |
| Inscrits | Inscrits                   | Inscrits        | 3 039 |       |  |  |  |
| Votants  | Votants                    | Votants         | 2 161 | 71,11 |  |  |  |
| Exprimés | Exprimés                   | Exprimés        | 2 029 | 93,89 |  |  |  |

*sortant

### Arrondissement de Montfort
- Il doit y avoir au moins neuf conseillers par arrondissement, celui de Montfort ne comptant que cinq cantons, quatre sièges sont ajoutés aux quatre cantons les plus peuplés.

#### Canton de Montfort-sur-Meu
- Conseillers sortants : Jean Deffains (Conservateur) et Alphonse de la Monneraye (Conservateur) qui ne se représente pas, élus depuis 1904.

|          | Joseph Dutay      | Progressiste | 1 818 | 55,50 |  |  |  |
|          | Jean-Louis Viboux | Progressiste | 1 808 | 55,19 |  |  |  |
|          |                   |              |       |       |  |  |  |
|          | Jean Deffains *   | Conservateur | 1 494 | 45,60 |  |  |  |
|          | Léon Mortreux     | Conservateur | 1 430 | 43,65 |  |  |  |
|          |                   |              |       |       |  |  |  |
| Inscrits | Inscrits          | Inscrits     | 4 037 |       |  |  |  |
| Votants  | Votants           | Votants      | 3 296 | 81,65 |  |  |  |
| Exprimés | Exprimés          | Exprimés     | 3 276 | 99,39 |  |  |  |

*sortant

#### Canton de Montauban-de-Bretagne
- Conseiller sortant : Eugène Crespel (Action libérale), élu depuis 1905.

- Joseph Rosselin (Conservateur) élu depuis 1900 est décédé le 1er février 1905. Lors de la partielle organisée le 2 avril, Eugène Crespel (Action libérale) est élu.

- Joseph Bougeaud n'est pas candidat.

|          | Eugène Crespel * | Action libérale | 1 652 | 86,77 |  |  |  |
|          |                  |                 |       |       |  |  |  |
| Inscrits | Inscrits         | Inscrits        | 2 565 |       |  |  |  |
| Votants  | Votants          | Votants         | 1 904 | 74,23 |  |  |  |
| Exprimés | Exprimés         | Exprimés        | 1 730 | 90,86 |  |  |  |

*sortant

#### Canton de Saint-Méen-le-Grand
- Conseillers sortants : Édouard Roger (Conservateur), élu depuis 1898 et François Perdrix (Conservateur) élu depuis 1904 qui ne se représente pas.

|          | Édouard Roger * | Conservateur | 1 560 | 56,32 |  |  |  |
|          | Joachim Salmon  | Conservateur | 1 479 | 53,39 |  |  |  |
|          |                 |              |       |       |  |  |  |
|          | Jean Deshayes   | Progressiste | 1 172 | 42,31 |  |  |  |
|          | Pierre Vitre    | Progressiste | 1 157 | 41,77 |  |  |  |
|          |                 |              |       |       |  |  |  |
| Inscrits | Inscrits        | Inscrits     | 3 416 |       |  |  |  |
| Votants  | Votants         | Votants      | 2 794 | 81,79 |  |  |  |
| Exprimés | Exprimés        | Exprimés     | 2 770 | 99,14 |  |  |  |

*sortant